# Vuelo 1141 de Delta Air Lines
El vuelo 1141 de Delta Air Lines (DL1141/DAL1141) era un vuelo de cabotaje programado entre Dallas-Fort Worth, Texas, y Salt Lake City, Utah, en Estados Unidos. El 31 de agosto de 1988, el Boeing 727-200 que operaba el vuelo se estrelló durante el despegue, matando a 14 de las 108 personas a bordo. El accidente se debió a que los flaps no estaban desplegados para realizar el despegue con seguridad.

## Involucrados

### Aeronave
El avión involucrado en el accidente era un Boeing 727-232 Advanced, registrado N473DA, fabricado en 1973 con número de serie 20750/992 y equipado con tres motores turbofan Pratt & Whitney JT8D-15. En el momento del accidente tenía acumuladas 43023 horas de vuelo.

### Tripulación
La tripulación de vuelo consistió en el capitán Larry Davis (48 años), el primer oficial Wilson Kirkland (37) y el ingeniero de vuelo Steven Judd (31). La tripulación de cabina consistió en las azafatas Dixie Dunn (56), Diana George (40), Rosilynn Marr (43) y Mary O' Neill (57).

## Accidente
El vuelo 1141 se retiró de la puerta 15 a las 8:30 y se le ordenó que se estacione cerca de la pista 18L, detrás de otros aviones que esperaban su turno para salir. A las 8:59, se le ordenó que se ponga en primera línea y se le autorizó el despegue. La carrera del despegue no tuvo inconvenientes mientras alcanzaba la velocidad de rotación (154 nudos). Cuando el capitán levantó la nariz, el avión se fue de lado violentamente, causando que el ala hiciera contacto con la pista. El avión continuó inestable y chocó contra las antenas del sistema ILS, 300 metros después del final de la pista. El avión continuó volando unos 120 metros e impactó el terreno inclinado a la derecha, unos 976 metros después del final de la pista, cerca de la valla perimetral del aeropuerto y comenzó a incendiarse después de detenerse. El tiempo total de vuelo fue de 22 segundos, desde la rotación hasta el primer impacto con el suelo.

## Fallecidos y heridos
Las sobrecargos Dixie Dunn y Rosilynn Marr y 12 pasajeros fallecieron en el accidente, otro pasajero que había sobrevivido al accidente inicialmente, falleció 11 días después, debido a las quemaduras que sufrió al volver para ayudar a otros pasajeros.
Dos de los pilotos y las otras dos azafatas resultaron heridos de gravedad junto con 22 pasajeros y uno de los pilotos resultó herido levemente junto con 49 pasajeros a bordo. Sólo 18 pasajeros salieron ilesos.

## Investigación de la NTSB
El 26 de septiembre de 1989 la NTSB publicó el informe del accidente. Dos causas fueron señaladas:

La tripulación no configuró los flaps y slats para el despegue y la advertencia de despegue sin las superficies de control configuradas estaba inoperativa al momento del accidente.

A raíz del hecho se requiere en muchos vuelos comerciales la norma de cabina estéril, que consiste en restringir las conversaciones ajenas al vuelo que se realice en una aeronave.
Cabe señalar que en la cabina las conversaciones previas al accidente hablaban precisamente sobre lo que podían dejar grabado a sus familias en caso de que hubiera un accidente, paradójicamente estas conversaciones los distrajeron de configurar el avión para el despegue, lo que ocasionó el accidente.

## Similitud con otros accidentes
- El 16 de agosto de 1987 el vuelo 255 de Northwest Airlines, un MD-82, se estrelló al despegar del Aeropuerto Internacional de Detroit, falleciendo 154 personas a bordo y dos en tierra y dejando herida a una niña. Al igual que en el vuelo 1141 la tripulación no desplegó los flaps para el despegue.[5]

- El 31 de agosto de 1999 el vuelo 3142 de LAPA, un Boeing 737-200, se estrelló al despegar del Aeroparque Jorge Newbery de Buenos Aires. 65 personas murieron y 34 sobrevivieron al accidente, causado por el error del piloto al no desplegar los flaps para el despegue, debido a que estaban distraídos en una conversación ajena a los procedimientos de cabina.[6]

- El 20 de agosto de 2008 el Vuelo 5022 de Spanair, un MD-82, se estrelló al despegar del Aeropuerto de Barajas en Madrid. 154 personas a bordo murieron en este accidente y 18 resultaron heridas. Los pilotos tenían la aeronave correctamente configurada, pero, debido a una reparación, tuvieron que retraer todo y al momento del despegue, olvidaron desplegar los flaps de nuevo.[7]

## Dramatización
Los eventos del vuelo 1141 están representados en el cuarto episodio de la decimoctava temporada de Mayday: catástrofes aéreas, titulado «Distracción fatal» en Hispanoamérica y «Distracción mortal» en España. El accidente se reexaminó en un episodio recopilatorio especial de la misma temporada, titulado «Distracciones mortales», que se trató de accidentes provocados por la distracción de los pilotos.